# Keenterschans

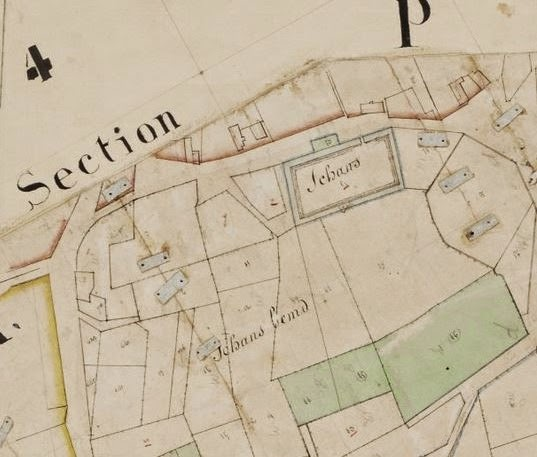
Keenterschans op het kadastraal plan van 1811-1832

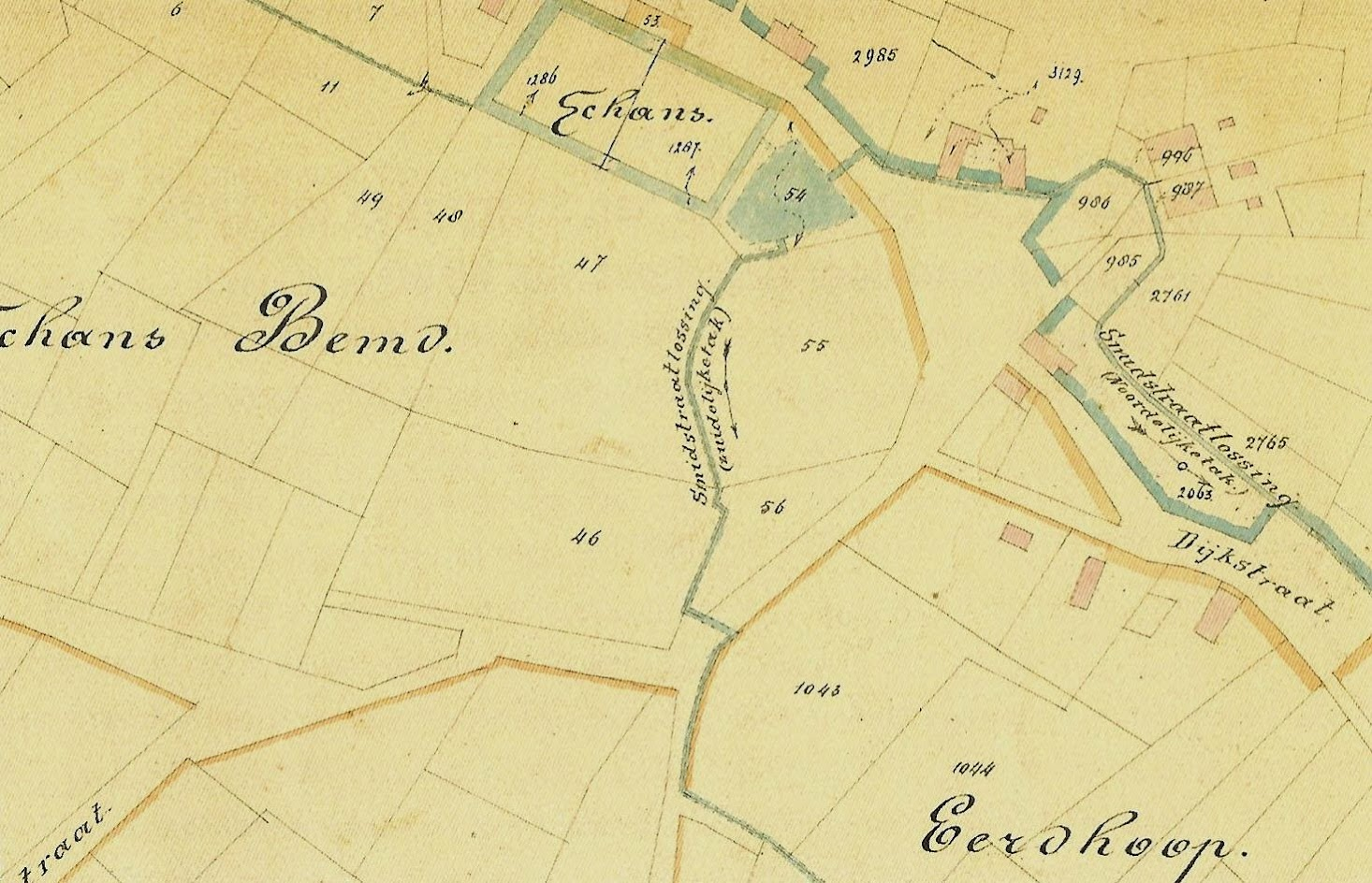
Keenterschans op de legger Waterlossingen van 1903

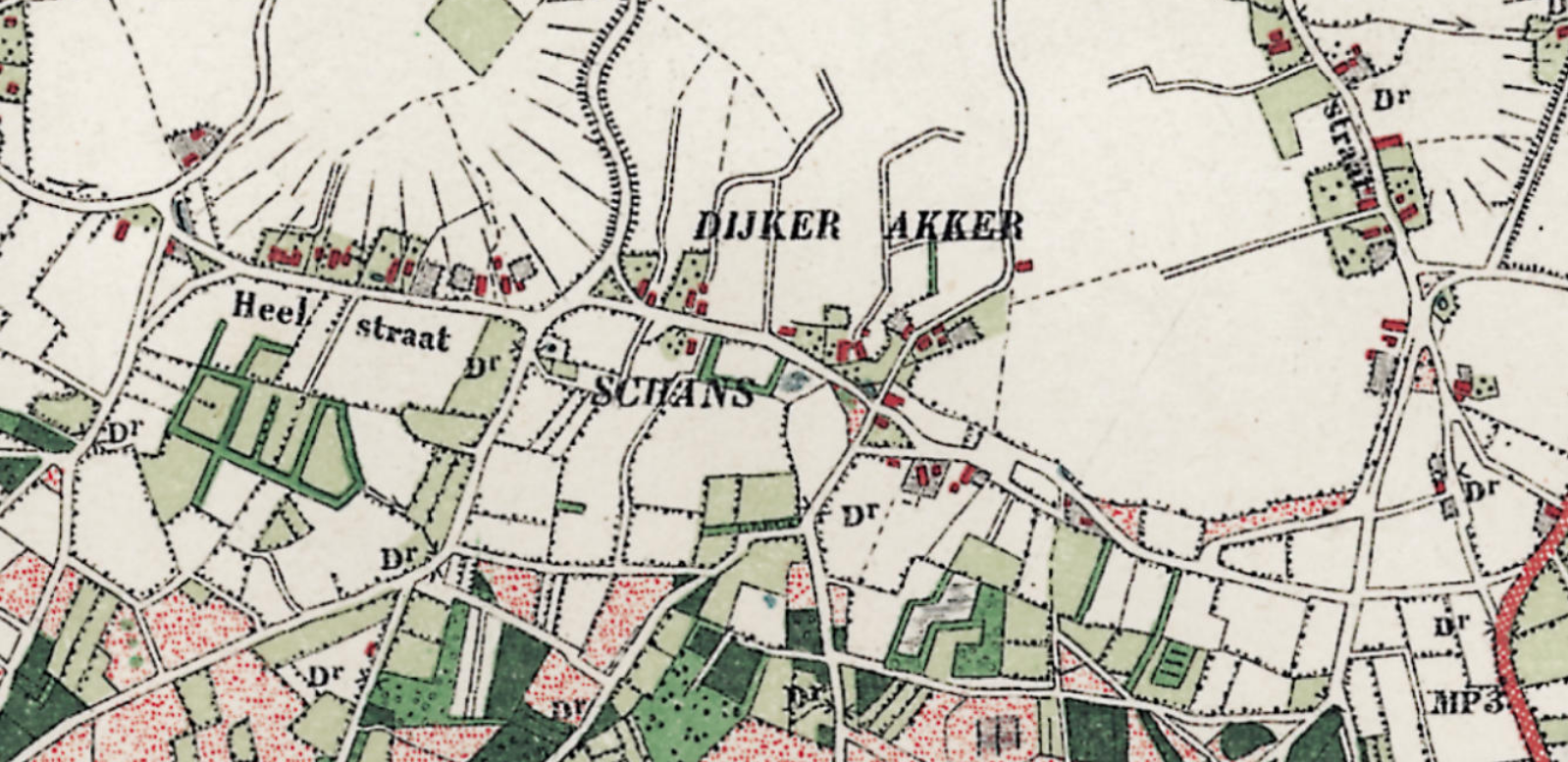
Keenterschans op de topografische militaire kaart van 1901

De Keenterschans was een boerenschans in Keent in de Nederlandse gemeente Weert. De schans lag pal aan zuidzijde van de Dijkerstraat op ongeveer een kilometer ten zuiden van Keent.
Op ongeveer twee kilometer naar het noordoosten lag de Moeselschans.

## Geschiedenis
In 1727 werd de schans opgeworpen. De schans had twee schansmeesters en vier rotmeesters.
Aan het einde van de 18e eeuw werd de Moeselschans met materiaal van de Keenterschans hersteld.
Op de Nettekening van rond 1840 is de schans ingetekend als een rechthoekig omgracht terrein en aangeduid met het toponiem De Schans.
Rond 1925 werd de noordelijke gracht gedempt, de zuidgracht volgde in 1965 en de grachten in het oosten en westen in het midden van de jaren 1970.

## Constructie
De schans had een oppervlakte van ongeveer 67 are en lag in een moerasgebied op enige afstand van het dorp. Rond de schans lagen watervoerende grachten die gevoed werden met de Smidstraatlossing. Aan de noordzijde had de schans een poort en voerde een ophaalbrug over de gracht.